# 綾乃彩
綾乃 彩（あやの あや、1989年8月16日 - ）は日本の女優。Nabura所属。埼玉県出身。

## 略歴
- アリスインプロジェクト「アリスインクロノパラドックス」で初舞台（2011年5月）。
- 2013年6月、アクトアイドル「アリスインアリス[2]（二期）」加入発表。2016年5月、「アリスインアリス」を卒業[3]。
- 佐藤佐吉賞2014[4]【最優秀助演女優賞】受賞（2015年1月19日）。
- 元ココロプロモーション所属。Naburaに移籍した（2019年10月）。

## 人物
- 特技：書道二段、トランペット、足つぼマッサージ、日本舞踊
- 趣味：映画鑑賞、旅行
- 愛称：あやのん

## 出演

### 映画
- アリスインプロジェクト「終焉少女 Last Girl Standing[5]」（2013年7月、監督：山岸謙太郎）
- アリスインプロジェクト「鐘が鳴りし、少女達は銃を撃つ[6]」[注 1]（2014年3月、監督：山岸謙太郎） - ヨーコ 役
- IPPO「しもつかれガール[7]」[注 2]（2014年8月、監督：遠山浩司）
- 「浅草・筑波の喜久次郎[8][9]」（2016年12月、監督：長沼誠） - アヤノ 役
- IPPO「恋とさよならとハワイ[10][11]」[注 3]（2017年4月、監督：まつむらしんご） - 深町リンコ 役
- 「愛がなんだ[13]」（2019年4月、監督：今泉力哉）
- 「この日々が凪いだら[14][注 4]」（2019年7月、監督：常間地裕）
- 「左様なら[15]」[注 5]（2019年9月、監督：石橋夕帆）
- 「BOY[16][17]」（2020年2月、監督：籔下雷太）
- 「哀愁しんでれら[18]」（2021年2月、監督：渡部亮平） - 白石礼奈 役
- 「ナポレオンと私[19]」（2021年7月、監督：頃安祐良） - 伊原ゆか 役[20][21]
- 「劇場版 美しい彼〜eternal〜」（2023年4月、監督：酒井麻衣） - 菜穂 役[22]
- 「走れない人の走り方[23]」（2024年4月、監督：蘇鈺淳） - サクラ 役

### ドラマ
- 嘘つきあすぴー（2011年8月、一歩堂）[24] - あやぴー 役
- 深夜食堂 Tokyo Stories Season2（2019年、Netflix） - ゲスト
- 就活生日記 第一話[25]（2020年3月、NHK） - 華凛の親友 役
- パパがも一度恋をした 第七話・最終話（2020年3月、東海テレビ・フジテレビ） - 姫乃樹ティアラ 役
- 半沢直樹 第1話 - 第3話（2020年7月 - 8月、TBS）
- 荒ぶる季節の乙女どもよ。（2020年9月 - 10月、毎日放送） - 富多笑美 役[26]
  - 荒ぶる季節の男どもよ。 山岸知明 編（2020年10月、TSUTAYAプレミアム）[27]
- 野草酵素・特別編「妙高のたからもの」第4話 - 第5話（2022年1月30日、チャンネルNECO）[28]
- 先生のおとりよせ（2022年4月 - 6月、テレビ東京） - 岩石 役
- 美しい彼（シーズン2）（2023年2月8日 - 3月1日、毎日放送） - 菜穂 役[29]
- 婚活食堂（2023年4月15日 - 7月9日、BSテレ東） - 森尾さやか 役[30]
- 4月の東京は…（2023年6月16日 - 8月4日、毎日放送） - 前田あゆみ 役[31]
- NHK連続テレビ小説 虎に翼 第6話 - 第10話（2024年4月、NHK） - 女子部一期生 役
- 世界で一番早い春（2025年6月 - 8月、毎日放送） - 砂屋 役[32]
- こんばんは、朝山家です。 第5話（2025年8月17日、朝日放送テレビ・テレビ朝日） - 新田カウンセラー 役[33]

### 舞台
2011年
- アリスインプロジェクト「アリスインクロノパラドックス」（2011年5月3日 - 8日、池袋・シアターグリーン BOX in BOX THEATER） - 鎌倉千尋 役
- 劇団6番シード「ショートストーリーズ」（2011年7月26日 - 8月7日、池袋・シアターKASSAI）
- 唐沢俊一プロデュース舞台「タイム・リビジョン/時間修正作戦」（2011年12月7日 - 11日、下北沢・小劇場楽園） - 主演 峰ナナカ 役

2012年
- アリスインプロジェクト「パラダイスロスト」（2012年2月1日 - 6日、池袋・シアターKASSAI） - 散原ミチル 役
- 劇団6番シード「ギブミーテンエン」（12年6月13日 - 17日、池袋・シアターKASSAI）
- 演劇ユニット『世外今是』「楽園の殺人〜小劇場に愛を込めて」(2012年7月10日 - 16日、下北沢・小劇場楽園)
- 劇団3number「僕だけのヒーロー」（2012年9月28日 - 30日、東長崎・てあとるらぽう）
- 劇団6番シード「傭兵ども！砂漠を走れ！」サバンナ編（2012年11月14日 - 12月9日、池袋・シアターKASSAI） - 少女ナミル 役

2013年
- アリスインプロジェクト「ラフィン〜笑いの免許証〜」（2013年1月29日 - 2月3日、池袋・シアターKASSAI） - 主演：赤迫鈴音 役
- アリスインプロジェクト「アリスインデッドリースクール オルタナティブ」（2013年3月20日 - 24日、新馬場・六行会ホール） - 堂本千十合 役
- A☆ct Stage「応!-吠えろ!叫べ!打ち砕け!すべての軛を引きちぎれ!-」（2013年4月18日、築地ブディストホール） - 日替わりゲスト オルフェウス/イリス 役
- Mo'Pop vol.1「バタフライ」（2013年4月24日 - 29日、王子・王子スタジオ1）
- Ann&Mary「PIRATES OF THE DESERT」（2013年7月10日 - 15日、池袋・シアターグリーン BIG TREE THEATER）
- アリスインプロジェクト「時空警察ヴェッカー1983」（2013年8月14日 - 18日、笹塚ファクトリー） - 井上伸子 役
- 劇団3number「パパってば！」（2013年9月6日 - 8日、大塚・南大塚ホール）
- 劇団ズッキュン娘コラボ公演「グッバイ、マザー」（2013年12月7日, 8日, 14日, 15日、渋谷・ミルキーウェイ） - コズエ 役
  - 名古屋公演（2014年10月25日, 26日、亀島・ナンジャーレ）
  - 大阪公演（2015年2月20日 - 22日、阿部野橋・STAGE+PLUS）

- アリスインプロジェクト「デジタルホムンクルス」（2013年12月18日 - 23日、池袋・シアターKASSAI） - セカンド 役

2014年
- トーキョーハイライト「俳優・美濃部輝久」（2014年5月27日 - 6月1日、下北沢駅前劇場）
- 犬と串「エロビアンナイト」（2014年6月25日 - 29日、王子小劇場） - アホ川 役
- 劇団ズッキュン娘「ダーリン！ダーリン！」（2014年8月13日 - 18日、椎名町・シアター風姿花伝） - うっちー 役
- ラフメーカーオムニバス企画Vol.2「新しい自分のつくりかた」（2014年11月7日 - 12日、新宿眼科画廊） - 『新しい自分のつくりかた』イズミ 役
- 犬と串「うぶ」（2014年12月19日 - 28日、下北沢駅前劇場） - シロミ 役

2015年
- GENKI Produce「素晴ラシキ世界ノ片隅デ」（2015年3月17日 - 22日、笹塚ファクトリー） - アマノウズメ 役
- ラフメーカー「面影橋で逢いましょう」（2015年4月22日 - 29日、新宿眼科画廊） - 平成チーム 主演 小島陽子 役
- 犬と串「ハワイ」（2015年8月18日 - 26日、新宿ゴールデン街劇場） - ヒロイン ユウコ 役
- リジッター企画「クルりクルりと、光の方へ」（2015年9月30日 - 10月4日、新宿御苑前・サンモールスタジオ） - 主演 ナナイロ 役

2016年
- 演劇ユニットルソルナ旗揚げ公演「春は夜来る」（2016年2月4日 - 8日、王子小劇場）

　　第一話 - 尾形夏奈 役、第二話 - 焦山美園 役、第三話 - 千代ばあ・増田みなみ 二役、第四話 - 谷口真雪 役
- 劇団競泳水着「全 員 彼 女」（2016年4月8日 - 17日、下北沢・小劇場B1） - 横山はるか 役
- 『第三回小さいSF演劇祭』モーレツカンパニー「トアル会議」（2016年7月13日 - 17日、阿佐ヶ谷アルシェ） - 矢野 役
- ザ☆夕方カレー「澤屋敷家に生まれて」（2016年8月30日 - 9月4日、中野・テアトルBONBON） - 高月ミナ 役
- monophonic orchestra『劇的忘年団2016!』チーム3「秘密基地の怪人」（2016年12月28日、しもきた空間リバティ）

2017年
- 犬と串「Peach」（2017年2月22日 - 27日、椎名町・シアター風姿花伝） - 鬼ヶ島赤音 役
- Mo’xtra produce「グリーン・マーダー・ケース」（2017年4月11日 - 16日、しもきたGeki地下Liberty） - アダ・グリーン 役
- MMJ「昆虫戦士コンチュウジャー 〜ただの再演じゃ終わらない、そうだろみんな!?〜」（2017年5月10日 - 18日、東池袋・あうるすぽっと） - カレン 役
- FunIQのかけ算「たちばなきょうだい、と天使たち」（2017年6月26日 - 7月2日、代々木上原・Ito・M・Studio） - 立花詩織 役
- MMJ「昆虫戦士コンチュウジャー2〜激突! 恐怖の戦士、ネオコンチュウジャー!〜」（2017年8月12日 - 20日、全労済ホール/スペース・ゼロ） - 苫小舞子 役

2018年
- monophonic orchestra「1万円の使いみち」（2018年1月21日、下北沢・Geki地下Liberty） - 日替わりゲスト 俳優・綾乃彩 役
- 犬と串「ピクチャー・オブ・レジスタンス」（2018年2月21日 - 25日、恵比寿・エコー劇場） - ユズコ 役
- チーズtheater「川辺月子のために」（2018年8月23日 - 9月2日、新宿・サンモールスタジオ） - 高木曜 役
- MMJ「若様組まいる〜若様とロマン〜」（2018年10月6日 - 21日、日本橋・三越劇場） - 太田駒子 役

2019年
- 浮世企画「誰そ彼」（2019年9月19日 - 23日、下北沢・駅前劇場） - 原守慧 役

2020年
- マコンドープロデュース「平山建設」（2020年3月11日 - 23日、下北沢・スターダスト） - 平山雪 役

2024年
- 贅沢貧乏「おわるのをまっている」（2024年12月7日 - 15日、三軒茶屋・シアタートラム） - マリ 役

### MV
- ASH DA HERO「THIS IS LIFE」『Everything[66]』（2016年5月）
- 乃木坂46「私の色[67]」（2021年9月） - 新婦 役
- bobby bellwood「Sending Love[68]」（2021年10月）
- 古川本舗「三分半[69]」（2024年4月） - 恵理 役

### イベント
- 「ザ・アナログゲーム・ショウ」新春決戦[70]（2017年1月19日、渋谷・ヒミツキチラボ）
- 「ザ・アナログゲーム」（2017年7月 - 11月、MOBEASチャンネル）
  - 「ザ・アナログゲーム・ショウ」DAY-1 [71]（2017年7月9日、渋谷・ヒミツキチラボ） - PLAYER 04
  - ザ・アナログゲームTVパイロット版 #1「レジスタンス・アヴァロン」編[72]
  - ザ・アナログゲームTVパイロット版 #2「こちらアナログゲーム研究所〜アナラボ〜①『キャプテン・リノ』」編[73]
  - ザ・アナログゲームTVパイロット版 #3「逃走劇ゲーム・ワルモノ2」編[74]
- 「ザ・アナログゲーム・ウォー」（2018年11月21日、原宿ヒミツキチオブスクラップ） - 正義軍兵士 役[75]

### TV
- 日本テレビ「ダウンタウンのガキの使いやあらへんで!!」（2010年10月）
- 日本テレビ「行列のできる法律相談所」（2011年2月27日）
- BSジャパン「スクールステーション！新☆学校の殿堂[76]」（2012年7月7日 - 9月29日）
- フジテレビ「痛快TVスカッとジャパン[77]」（2019年2月25日）

### CM
- 「キャベジン」（2011年5月）
- 「ウィダーinゼリー」インスタグラム用CM（2015年10月）[78]
- 「老舗うなぎ店釜屋」（2015年12月）[79][80][81]
- アルージェ「今日の横顔」篇（2019年）[82]
- JR東海「会いにいく、が今日を変えていく。」（2023年2月）[83]

### 撮影会
- Fresh撮影会
- Search One撮影会

## ユニット活動
- アクトアイドル「アリスインアリス（二期）」（2013年7月6日 - 2016年5月15日） - アリスインアリスの項を参照のこと

## その他
- 秋葉原オクトーバーフェスト2014 特設ステージMC（2014年3月28日 - 4月6日、秋葉原・ベルサール秋葉原）
- 佐藤佐吉賞2015「最優秀助演女優賞」プレゼンテーター（2016年1月18日、王子小劇場）
- 王子小劇場新年会・佐藤佐吉賞2016授賞式司会アシスタント（2017年1月16日、花まる学習会王子小劇場）